# Blank brynblomfluga
Blank brynblomfluga (Epistrophe nitidicollis) är en tvåvingeart som först beskrevs av Johann Wilhelm Meigen 1822.  Blank brynblomfluga ingår i släktet brynblomflugor, och familjen blomflugor.
Artens utbredningsområde är Tyskland. Arten är reproducerande i Sverige. Inga underarter finns listade i Catalogue of Life.